# Magdalena Sibylle von Brandenburg-Bayreuth

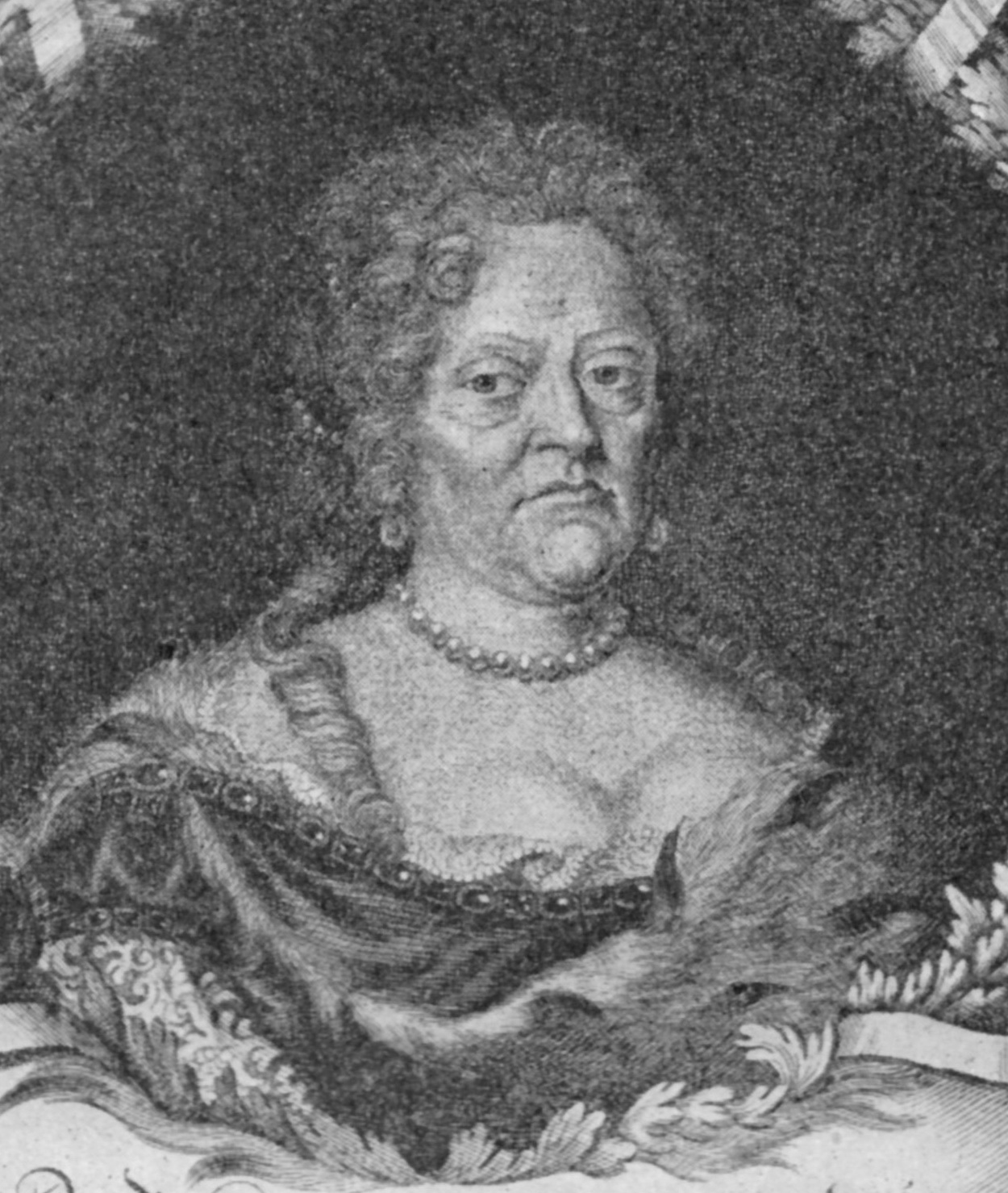
Magdalena Sibylle von Brandenburg-Bayreuth

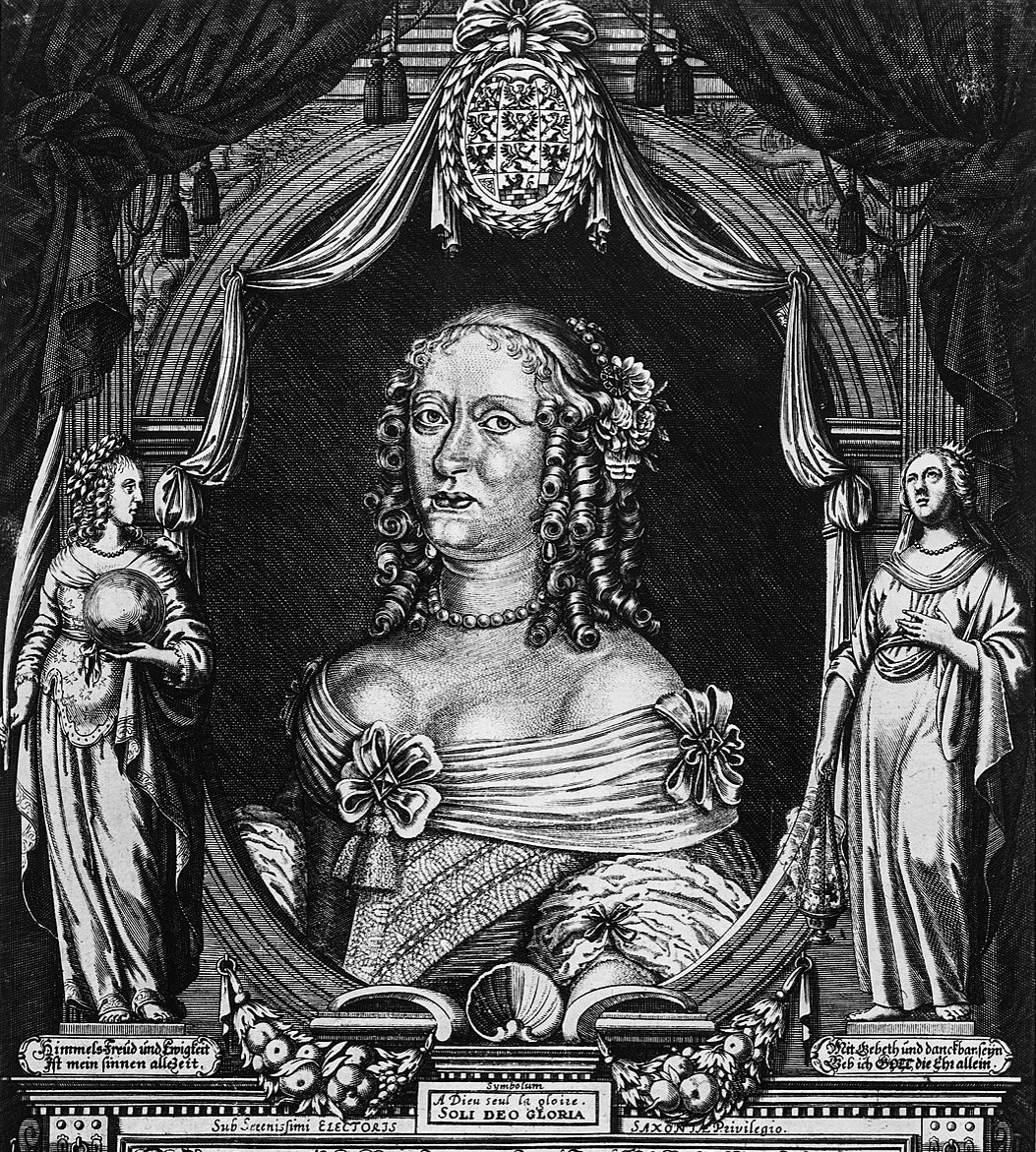
Magdalena Sibylle von Brandenburg-Bayreuth

Magdalena Sibylle von Brandenburg-Kulmbach/Bayreuth (* 1. November 1612 in Bayreuth; † 20. März 1687 in Dresden) war durch Ehe Kurfürstin von Sachsen.

## Leben
Sie war die Tochter des Markgrafen Christian zu Brandenburg-Kulmbach/Bayreuth (1581–1655) und der Marie von Preußen.
Sie heiratete am 13. November 1638 in Dresden den Kurprinzen Johann Georg II. von Sachsen. Das Paar hatte drei Kinder:
- Sibylla Marie (1642–1643)
- Erdmuth Sophie (1644–1670), ⚭ 1662 Markgraf Christian Ernst von Brandenburg-Bayreuth
- Johann Georg III. (1647–1691), Kurfürst von Sachsen, ⚭ Prinzessin Anna Sophie von Dänemark

Magdalena Sibylle war mit der schwedischen Königsfamilie befreundet und konnte so 1639 die Stadt Pirna durch einen Brief an den schwedischen Feldherrn Johan Banér vor der Zerstörung retten. Nach dem Tod des Kurfürsten Johann Georg I. 1656 wurde sie Nachfolgerin ihrer Schwiegermutter Magdalena Sibylle von Preußen als Kurfürstin von Sachsen. 1680 starb ihr Mann und sie nahm ihren Witwensitz zu Freiberg-Colditz, auf dem Kammergut Lohmen sowie im „Residenzhause“ zu Dresden. Sie besaß auch das Vorwerk zu Fischersdorf (später Birckholzens).
Die Feierlichkeit zur Grundsteinlegung der Kapelle im Schloss Moritzburg ließ Johann Georg II. am 1. November 1661, am Geburtstag seiner Gemahlin Magdalena Sibylle abhalten. Siehe dazu den Schautaler zur Grundsteinlegung der Kapelle im Schloss Moritzburg bei Dresden.
Ihr Grab befindet sich im Freiberger Dom.